# Batalha de Texel

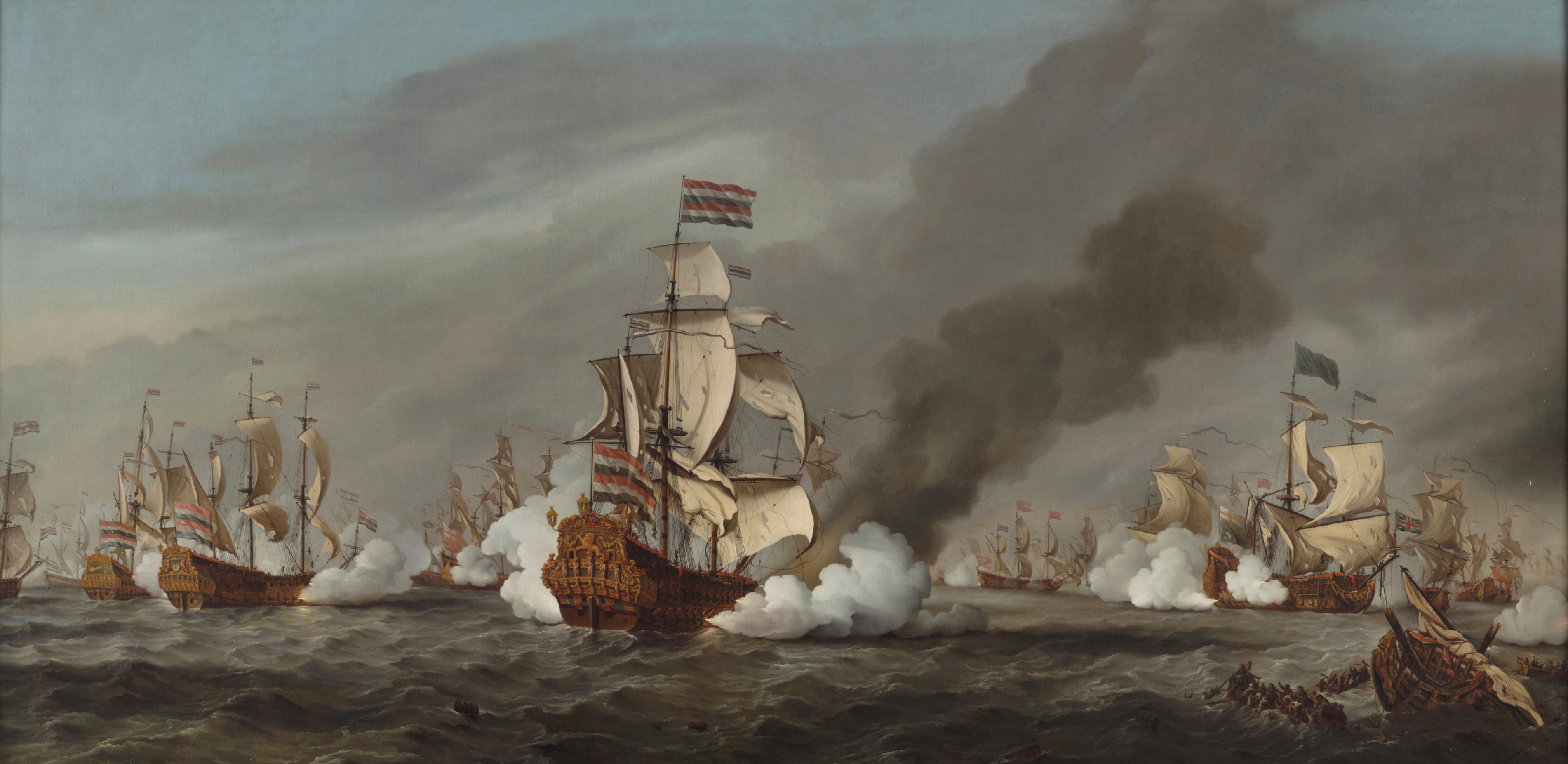
A Batalha de Texel (1683), por Willem van de Velde (Filho).

A Batalha de Texel foi um conflito naval entre a frota holandesa e um combinado das frotas inglesas e francesas durante a Guerra Franco-Holandesa. Foi o maior combate da guerra e considera-se que também fez parte da Terceira Guerra Anglo-Holandesa.  A batalha começou por volta do dia 11 e terminou em 21 de Agosto de 1673, perto da ilha de Texel nos Países Baixos.
Os relatos desta batalha variam entre os vários historiadores, e os dois lados reivindicaram a vitória; disto pode-se concluir que a batalha não foi decisiva.

## Antecedentes
Carlos II da Inglaterra estava disposto a manter sua aliança com a França, e apoiá-la em sua guerra contra a Holanda. Com o dinheiro do parlamento, ele armou uma frota, e colocou-a sob o comando do príncipe Rupert, nomeado almirante, após haver desqualificado o duque de Iorque. Sir Edward Sprague e o conde de Offroy foram colocados sob o comando do príncipe, e se uniram às forças francesas, comandadas por d'Etrées.
Os comandantes holandeses eram De Ruyter e Tromp, que haviam sido recentemente reconciliados pelo príncipe de Orange.
A frota combinada seguiu pela costa da Holanda, e encontrou o inimigo ancorado próximo das areias de Schonvelt. Em 4 de junho de 1673, as frotas se encontraram em Flushing, houve alguma escaramuça, mas o vento afastou as frotas antes que houvesse danos significativos.

## Batalha
Assim que houve condições para a navegação, as frotas foram para o mar, e se encontraram na foz do rio Texel. De Ruyter se opôs ao príncipe Rupert, Tromp a Sprague, e Brankert a D'Etrées. Eles lutaram como se as alternativas fossem morte ou vitória.
D'Etrées e a maior parte das forças francesas, exceto a parte comandada pelo almirante Martel, ficou recuada. Brankert, em vez de avançar contra os franceses, foi auxiliar De Ruyter, que estava sofrendo um ataque violento de Rupert.
O príncipe escapou dos vários inimigos que o atacavam, se uniu a John Clichely, e foi assistir Sprague, que estava sendo dominado por Tromp. O navio Royal Prince, de Sprague, estava tão avariado que ele teve que mover-se para o navio St. George. Analogamente, Tromp mudou-se do Golden Lion para o Comet, quando a ação renovou-se, até que o St. George também foi danificado, e o almirante Sprague morreu afogado.
Rupert enviou três navios para atacar o centro da frota holandesa, e pediu aos franceses para virem em auxílio, o que poderia ter dado a vitória à aliança. Vendo, porém, que os franceses não obedeceram ao seu sinal, e que a maioria de sua frota estava danificada, Rupert se retirou para a segurança da costa da Inglaterra.